# ایر سرویس پلاس
ایر سرویس پلاس (به انگلیسی: Air Service Plus) یک شرکت هواپیمایی است. دفتر مرکزی ایر سرویس پلاس در پسکارا، ابروتزو، ایتالیا واقع شده‌است و قطب این شرکت هواپیمایی در فرودگاه آبروتزو قرار دارد.